# Omar Barghouti

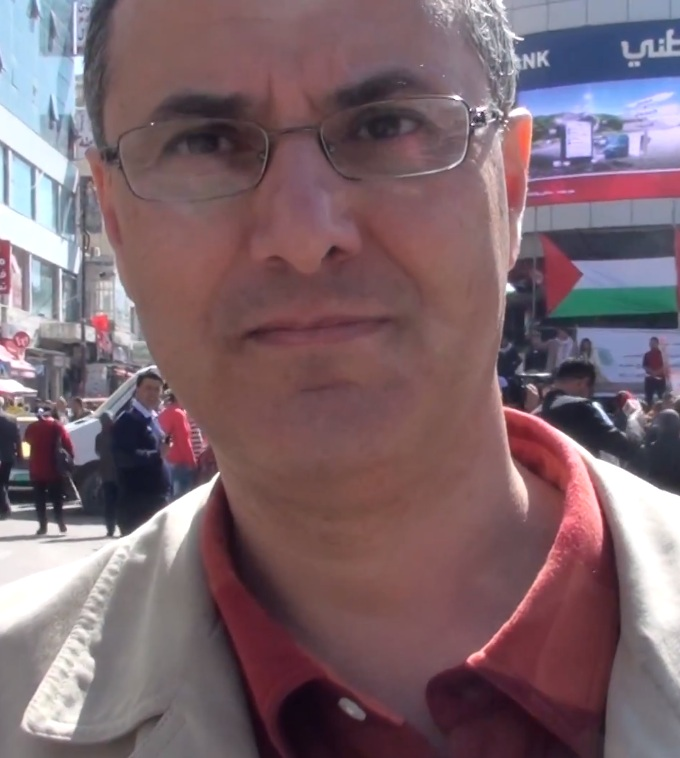
Omar Barghouti in 2016

Omar Barghouti (Arabisch: عمر البرغوثي) (Qatar, 1964) is een Palestijns activist, oprichter van de "Palestinian Campaign for the Academic and Cultural Boycott of Israel" (PACBI) en medeoprichter van de  internationale BDS-beweging.

## Biografie
Barghouti werd geboren in Qatar in een Palestijnse familie en groeide op in Egypte. Hij studeerde aan de Columbia University in New York, waar hij zijn masters haalde in elektrotechniek. Zijn vrouw is een Palestijns-Israëlisch staatsburger. Hij verbleef afwisselend in Ramallah op de Westelijke Jordaanoever en bij zijn familie in Akka. 

### Activist voor Palestijnse rechten
In 2004 richtte hij in Ramallah met een aantal Palestijnse intellectuelen de PACBI op, een lobbygroepering die streeft naar een academische en culturele boycot van Israël vanwege 'Israëls grondige en volhardende ontzegging van rechten voor Palestijnen' zoals die in het internationaal recht zijn vastgelegd.
De Zwitserse journalist Silvia Cattori zei na een interview met Omar Barghouti in december 2007 over hem: Omar behoort tot een nieuwe generatie Palestijnen die nooit de oplossing 'Twee staten - twee volken' hebben aangehangen. In plaats daarvan zijn zij voorstanders van boycot, desinvestering en sancties (BDS) van Israël evenals van een 'seculiere, democratische staat-oplossing' waar Palestijnen en Israëliërs gelijke rechten delen nadat historisch onrecht hersteld is en de (Palestijnse) vluchtelingen toegestaan is terug te keren.
In 2009 studeerde Barghouti filosofie aan de universiteit van Tel Aviv. Medestudenten ondertekenden een petitie om Barghouti vanwege zijn boycotcampagne van de universiteit te verwijderen. De universiteit wees deze petitie af. Barghouti rondde ook deze studie af met een masterstitel.
In een interview in mei 2009 vertelde Barghouti, dat een tweestatenoplossing op dat moment onmogelijk was. Hij ziet voor de toekomst een gezamenlijke seculiere, democratische staat met basisrechten voor iedereen in historisch Palestina als de meest morele oplossing. Daarvoor zou vanaf de grond een internationale verandering bevochten moeten worden. Hij keerde zich in dat interview tegen een 'Joodse staat' autoritair en met een systeem van wetten dat fundamentele rechten van bevolkingsgroepen uitsluit (evenals wanneer het een christelijke of islamitische staat of wat dan ook voor staat zou zijn en in welk deel van historisch Palestina dan ook. In 2013 gaf hij een Dag Hammarskjöld-lezing over 'Strategies for change".
Als pleitbezorger van de Boycott, Divestment and Sanctions-beweging reisde Barghouti de wereld over en bezocht ook Nederland een aantal malen, totdat Israël hem in mei 2016 een reisverbod oplegde. De regering van Israël had besloten dat deze beweging "een strategische dreiging" betekende, waardoor Barghouti meer en meer te maken kreeg met beperkende maatregelen: de minister van Binnenlandse Zaken dreigde zijn verblijfsvergunning in te trekken en de Israëlische belastingdienst stelde een onderzoek in naar zijn buitenlandse inkomsten (maart 2017). Barghouti en het BNC (Nationaal comité van de BDS-beweging) beschouwen het als manieren om hem te intimideren en te isoleren. 
Een Israëlische rechter hief het reisverbod overigens tijdelijk op, zodat hij op 23 april 2017 in de Verenigde Staten een vredesprijs in ontvangst kon nemen die aan hem en aan Ralph Nader was toegekend (de Gandhi Peace Award).

## Recht op zelfbeschikking als volk
Barghouti is negatief over de Oslo-akkoorden. In zijn ogen hebben deze de Palestijnen in "het gebied van 1948" van hun rechten beroofd en hebben zij een splitsing veroorzaakt:
"Daartegenover benadrukt de BDS-beweging het recht van alle Palestijnen hun zelfbeschikking als een verenigd volk uit te oefenen en benadrukt ook de rechten van alle Palestijnen, inclusief de Palestijnen van 1948. Maar het is waar dat we nog niet genoeg hebben gedaan om ook daar het besef van onze strijd te kweken. Het is daar moeilijker te strijden voor de dekolonisatie van onze geesten. Een belangrijk deel van onze campagne bestaat uit het tenietdoen van de wanhoop en het voeden van de hoop en de overtuiging dat wij, de onderdrukten, in staat zijn een einde te maken aan de onderdrukking."

## Vredesprijs
Gandhi Peace Award (2017, samen met Ralph Nader)